# La dona pantera
La dona pantera (títol original en anglès: Cat People) és una pel·lícula estatunidenca dirigida per Jacques Tourneur, estrenada el 1942 i doblada al català

## Argument
En un zoo de la ciutat, Irena Dubrovna (Simone Simon) una creadora de mode nascuda a Sèrbia, fa esbossos d'una pantera negra. Atreu l'atenció d'Oliver Reed (Kent Smith), un arquitecte estatunidenc que treballa en la construcció naval. Finalment Irena el convida a casa seva per dinar. Mentre que s'allunyen, un dels esborranys que Irena ha deixat caure ens ensenya una pantera travessada per una espasa.
A cas d'Irena, Oliver admira una estàtua, un personatge medieval a cavall, que porta corona i travessa un gat amb l'espasa. Irena li explica a Oliver que aquest personatge és un rei (imaginari), Joan de Sèrbia, de qui li conta la història: durant el seu regnat, segons la llegenda, una tribu satànica havia envaït el poble on havia passat la seva infantesa i havia convertit els habitants en adoradors del Diable. Havent expulsat aquesta tribu malèfica i havent comprovat el que els vilatans havien esdevingut, va ordenar que fossin morts tots. Tanmateix, «els més astuts i els pitjors» han fugit. A poc a poc sembla que Irena creu ser un descendent d'aquesta tribu malèfica i que tem ser transformada en pantera si es deixa envair per la passió, la còlera, o la gelosia.
L'estranya convicció d'Irena no impedeix Oliver de casar-se amb ella. Malgrat tot, per por del que podria succeir, ella evita anar-se'n al llit amb el seu marit. La persuadeix de consultar un psiquiatre, el doctor Louis Judd (Tom Conway), que intenta convèncer-la que les seves pors són trivials. Quan descobreix que Oliver ha confiat els seus problemes conjugals a una seductora col·lega, Alice Moore (Jane Randolph), se sent traïda.
Més tard, mentre Alice neda sola en una piscina, es veu hostilitzada per un gran animal, del que se'ns ensenya només la seva ombra. Feliçment, l'aigua impedeix a la criatura apropar-se. Quan l'animal ha marxat, Alice emergeix, preguntant-se si no havia imaginat tot... fins que veu el seu vestit esquinçat.
Irena es decideix finalment a consumir el seu matrimoni, però ja és massa tard; Oliver li diu que ha començat el procediment de divorci. Més tard, mentre estan treballant, són atacats per un animal feroç. Després d'una ràpida reflexió, colpeja Irena, ordenant-li que marxi. Després de la sortida de l'animal, crida el doctor Judd per aconsellar-li que s'estigui lluny d'Irena, però penja i aquesta apareix de nou. Atret per ella, comet l'error fatal d'abraçar-la. Es transforma en pantera i el mata, encara que ell mateix aconsegueix ferir-la. Quan Oliver i Alice arriben alguns minuts més tard, s'escapa, de nou sota la seva forma humana, i va al zoo. Allà, obre la gàbia de la pantera i es deixa matar.

## Història de la pel·lícula
- És una pel·lícula negra produïda per Val Lewton, en la nova unitat de producció de la RKO Pictures especialitzada a les pel·lícules de sèrie B. És rodada tot just en tres setmanes. El seu títol i el seu cartell van ser fets abans que el  guió fos escrit, per tal de provar la reacció del públic.
- Encara que els crèdits atribuïssin a DeWitt Bodeen l'escriptura del guió, aquest va ser redactat de manera col·legiada amb el director Jacques Tourneur, el productor, el compositor de la banda original i fins i tot la secretària de Vall Lewton.
- El seu pressupost és de 135.000 dòlars, i suposaria 4 milions de dòlars per a la RKO: es pot dir que salva la productora després de les fortes pèrdues de Ciutadà Kane sofertes l'any precedent. Ironia de la història, els caps de la RKO, desconcertats per l'audàcia de la pel·lícula, havien considerat en principi una distribució de la pel·lícula com a complement de programa d'aquest... Ciutadà Kane.
- Ha estat recuperada (Cat People) el 1982 i torna a fer sensiblement el mateix guió, amb nombrosos efectes especials suplementaris. La recuperació conserva tanmateix l'escena de la piscina exactament semblant.

## Repartiment
- Simone Simon: Irina Dubrovna
- Kent Smith: Oliver Reed
- Tom Conway: Dr Judd
- Jane Randolph: Alice
- Jack Holt: el comodor
- Alan Napier: Carver
- Elizabeth Dunne: miss Plunkett
- Elizabeth Russell: la dona-gat

## Al voltant de la pel·lícula
- Es va rodar una continuació: La maledicció dels homes-gats de Robert Wise i Gunther Von Fritsch el 1944.
- Manuel Puig parla d'aquesta pel·lícula al seu llibre El petó de la dona aranya